# Andreas Deris

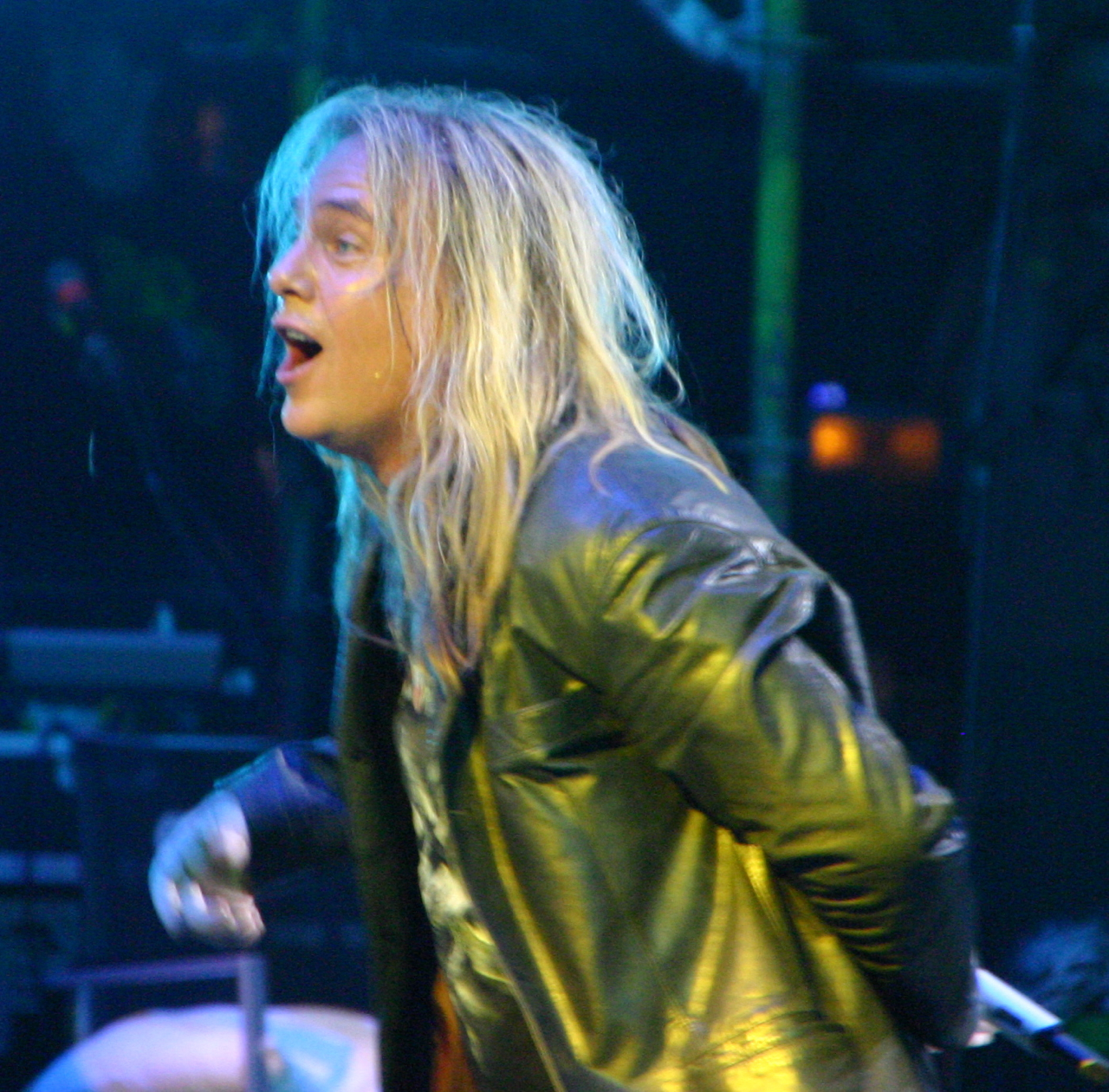
Andi Deris (2011)

Andreas "Andi" Deris (ur. 18 sierpnia 1964 w Karlsruhe) – niemiecki muzyk, wokalista i lider power metalowego zespołu Helloween.
Deris dołączył do Helloween w 1994 roku (wcześniej był członkiem zespołu Pink Cream 69); przyczynił się do wyprowadzenia grupy z kryzysu, a jego przyjście uważane jest za początek nowej ery w historii Helloween. Wydał również dwie płyty solowe (Come In From The Rain, Done By Mirrors).

## Dyskografia

### Z Pink Cream 69
- 1989 Pink Cream 69
- 1991 One Size Fits All
- 1993 Games People Play

### Z Helloween
- 1994 Master of the Rings
- 1996 The Time of the Oath
- 1998 Better Than Raw
- 1999 Metal Jukebox
- 2000 The Dark Ride
- 2003 Rabbit Don't Come Easy
- 2005 Keeper of the Seven Keys - The Legacy
- 2007 Gambling with the Devil
- 2009 Unarmed
- 2010 7 Sinners
- 2013 Straight Out of Hell
- 2015 My God-given Right

### Albumy solowe
- 1997 Come in from the Rain
- 1999 Done by Mirrors

#### Single solowe
- 1997 1000 Years Away
- 1997 Good Bye Jenny

### Występy gościnne
- 2013 Million-Dollar Haircuts On Ten-Cent Heads